# My Life (canção de Billy Joel)
"My Life" é uma canção de Billy Joel que apareceu pela primeira vez no seu álbum 52nd Street. Uma versão single foi lançada no outono de 1978 alcançou a #2 posição na tabela Hot Adult Contemporary Tracks da Billboard nos Estados Unidos. No começo de 1979 ocupou a #3 posição na tabela Billboard Hot 100.

## Informações
A música começa com a bateria e o baixo, seguido de um riff de teclado. O riff é usado também para completar o espaço entre o verso e o refrão e é também tocado no final. A ordem das seções é introdução-verso-espaço-refrão-ponte-v-f-c-b-solo-c-extro.
O verso sobre um velho amigo que "fechou a loja, vendeu a casa, comprou um bilhete para a costa oeste, agora ele vive uma rotina normal em LA." é uma referência ao comediante Richard Lewis.
Os membros da banda Chicago Peter Cetera e Donnie Dacus fazem os backing vocals e cantam junto com Billy Joel durante a ponte e outro ("Keep it to yourself, it's my life").
"My Life" foi usada como tema da série de televisão Bosom Buddies (1980-82), no entanto devido a questões de licença não aparece no DVD da série.
Em 1979 a canção foi incluída na trilha sonora da novela "Feijão Maravilha", de Braulio Pedroso, exibida entre 19 de março e 4 de agosto desse ano, pela TV Globo.

## Outro uso
Uma parte da letra foi usada na faixa "Number One" da banda A no álbum de estreia How Ace Are Building, Joel ganhou os créditos por ter escrito.
As partes usadas são:
"Got a call from an old friend, used to be real close
Said he couldn't go on the American way
Sold his house, sold his car
Bought a ticket to the West Coast
Now he gives 'em a stand-up routine in L.A."

## Posição em tabelas internacionais
| Tabela (1978/1979)                           | Posição ocupada |
| -------------------------------------------- | --------------- |
| Dutch Top 40                                 | 23              |
| Tabelas de singles da Áustria                | 11              |
| Japão Tabela de single Oricon                | 37              |
| Single na Suíça                              | 4               |
| UK Singles Chart                             | 12              |
| U.S. Billboard Hot 100                       | 3               |
| U.S. Billboard Hot Adult Contemporary Tracks | 2               |